# Michał Urbaniak
Michał Urbaniak (Varsavia, 22 giugno 1943) è un compositore polacco di musica jazz e fusion.
Suona principalmente il violino e il sassofono durante i concerti o nelle registrazioni in studio.
Ha avuto un ruolo importante per la diffusione della musica jazz fusion negli anni settanta-ottanta. Ha introdotto nel jazz elementi folk, R&B, hip hop e sinfonici.
È stato sposato con Urszula Dudziak. La loro figlia Mika Urbaniak è una cantante pop e jazz di successo in Polonia.

## Discografia
- 1971: "Michał Urbaniak Group"
- 1974: "Fusion"
- 1974: "Atma"
- 1977: "Urbaniak"
- 1981: "Smiles Ahead"
- 1987: "Folk Song"
- 1989: "Songs for Poland"
- 1990: "Cinemode"
- 1992: "Manhattan Man"
- 1995: "Urbanator"
- 1998: "Urbaniax"
- 2001: "Sax, Love & Cinema"
- 2002: "Sax&Love"
- 2005: "Urbanator III"